# Isodaemon cyllarus
Isodaemon cyllarus är en insektsart som beskrevs av Ronald Gordon Fennah 1969. Isodaemon cyllarus ingår i släktet Isodaemon och familjen vedstritar. Inga underarter finns listade i Catalogue of Life.